# أليكس مينيرو
أليكس مينيرو (بالبرتغالية: Alex Mineiro‏) (15 مارس 1975 في بيلو هوريزونتي في البرازيل – )؛ هو لاعب كرة قدم سابق كان يلعب كمهاجم.

## وصلات خارجية
- أليكس مينيرو على موقع رابطة كرة القدم اليابانية للمحترفين (اليابانية)
- أليكس مينيرو على موقع قاعدة بيانات كرة القدم.إي يو (الإنجليزية)
- أليكس مينيرو على موقع Soccerway.com (الإنجليزية)
- أليكس مينيرو على موقع عالم كرة القدم.نت (الإنجليزية)